# Agnes Ayres
Agnes Ayres (4 de abril de 1892-25 de diciembre de 1940) fue una actriz cinematográfica estadounidense, cuya carrera transcurrió principalmente durante la época del cine mudo. Fue conocida por su papel de Lady Diana Mayo en The Sheik, film protagonizado por Rodolfo Valentino.

## Biografía
Su verdadero nombre era Agnes Eyre Henkel, nació en Carbondale, Illinois, siendo sus padres Solon Henkel y Emma Slack. Ella tenía un hermano, diez años mayor, Solon William Henkel. 
Ayres inició su carrera artística en 1914 cuando fue descubierta por un director de reparto de Essanay Studios que la eligió para participar como extra en una escena de muchedumbre. Tras mudarse a Nueva York con su madre para dedicarse a la actuación, Ayres llamó la atención de la actriz Alice Joyce. Ésta notó el parecido físico que existía entre ambas, lo cual finalmente llevó a la elección de Ayres para interpretar en Richard the Brazen (1917) el papel de la hermana de Joyce. 
La carrera de Ayres creció en importancia cuando el fundador de Paramount Pictures Jesse Louis Lasky empezó a interesarse en la actriz. Lasky le dio el papel protagonista en el drama Held by the Enemy (1920), y le proporcionó otros en varias producciones de Cecil B. DeMille.
En esa época Ayres se casó, divorciándose rápidamente, con el Capitán Frank P. Schuker, un oficial del ejército. Ella mantuvo también un romance con Lasky.
En 1921 Ayres alcanzó el estrellato cuando fue escogida para hacer el papel de Lady Diana Mayo, una heredera inglesa, junto a Rodolfo Valentino en The Sheik. Ayres retomó posteriormente el papel en la secuela de 1926 titulada Son of the Sheik. Tras el estreno de The Sheik, ella obtuvo papeles importantes en muchas otras producciones, entre ellas The Affairs of Anatol (1921, con Wallace Reid), Forbidden Fruit (1921), y el film de Cecil B. DeMille Los diez mandamientos (1923). 
En 1923, y tras finalizar su relación con Jesse Lasky, la carrera de Ayres empezó a resentirse. Ella se casó con el diplomático mexicano S. Manuel Reachi en 1924, con el cual tuvo una hija antes de divorciarse en 1927.
Ayres perdió su fortuna y sus propiedades inmobiliarias con el Crac del 29. Ese mismo año hizo su último gran papel, un personaje en The Donovan Affair, film protagonizado por Jack Holt. Para ganar dinero, ella empezó a actuar en el circuito de vodevil. Volvió al cine en 1936, pero fue incapaz de conseguir primeros papeles. Además, en aquella época tenía sobrepeso, y Ayres hubo de conformarse con pequeñas actuaciones sin aparecer en los títulos de créditos. Finalmente decidió retirarse en 1937.
Tras retirarse, Ayres quedó abatida, y hubo de ser ingresada finalmente en un sanatorio. Además, en 1939 perdió la custodia de su hija, que pasó a depender de Reachi.
Agnes Ayres falleció en 1940 en su domicilio de Los Ángeles, California, a causa de una hemorragia cerebral. Tenía 48 años de edad. Fue enterrada en el Cementerio Hollywood Forever.
Por su contribución a la industria del cine, a Ayres se le concedió una estrella en el Paseo de la Fama de Hollywood, en el 6504 de Hollywood Boulevard.

## Filmografía
- The Masked Wrestler, de E. H. Calvert (1914)
- His New Job, de Charlie Chaplin (1915)
- Motherhood, de Frank Powell (1917)
- Mrs. Balfame, de Frank Powell (1917)
- The Debt, de Frank Powell (1917)
- Hedda Gabler, de Frank Powell (1917)
- The Mirror, de Frank Powell (1917)
- The Dazzling Miss Davison, de Frank Powell (1917)
- Richard the Brazen, de Perry N. Vekroff (1917)
- The Venturers, de Thomas R. Mills (1917)
- The Defeat of the City, de Thomas R. Mills (1917)
- The Furnished Room, de Frank Gordon (1917)
- The Bottom of the Well, de John S. Robertson (1917)
- The Renaissance at Charleroi, de Thomas R. Mills (1917)
- A Family Flivver, de C. Graham Baker (1917)
- Paging Page Two, de C. Graham Baker (1917)
- He Had to Camouflage, de Wesley Ruggles (1917)
- His Wife Got All the Credit, de C. Graham Baker (1917)
- His Wife's Hero, de C. Graham Baker (1917)
- A Little Ouija Work, de C. Graham Baker (1918)
- Seeking on Oversoul, de C. Graham Baker (1918)
- A Four Cornered Triangle, de C. Graham Baker (1918)
- Their Anniversary Feast, de C. Graham Baker (1918)
- Coals for the Fire, de C. Graham Baker (1918)
- Sweets to the Sour, de C. Graham Baker (1918)
- Their Godson, de C. Graham Baker (1918)
- The Rubaiyat of a Scotch Highball, de Martin Justice (1918)
- Surprising Husband, de Kenneth S. Webb (1918)
- Tobin's Palm, de Kenneth S. Webb (1918)
- A Ramble in Aphasia, de Kenneth S. Webb (1918)
- The Purple Dress, de Martin Justice (1918)
- The Enchanted Profile, de Martin Justice (1918)
- Sisters of the Golden Circle, de Kenneth S. Webb (1918)
- The Girl and the Graft, de William P.S. Earle (1918)
- One Thousand Dollars, de Kenneth S. Webb (1918)
- Mammon and the Archer, de Kenneth S. Webb (1918)
- Springtime à la carte, de Kenneth S. Webb (1918)
- A Bird of Bagdad, de Kenneth S. Webb (1918)
- Transients in Arcadia, de Kenneth S. Webb (1918)
- The Girl Problem, de Kenneth S. Webb (1919)
- Shocks of Doom, de Henry Houry (1919)
- A Stitch in Time, de Ralph Ince (1919)
- The Guardian of the Accolade, de Henry Houry (1919)
- The Buried Treasure, de Kenneth S. Webb (1919)
- In Honor's Web, de Paul Scardon (1919)
- The Gamblers, de Paul Scardon  (1919)
- Sacred Silence, de Harry F. Millarde (1919)
- The Ghost of a Chance, de Kenneth S. Webb (1919)
- A Modern Salome, de Léonce Perret (1920)
- The Inner Voice, de Roy William Neill (1920)
- Go and Get It, de Marshall Neilan y Henry Roberts Symonds (1920)
- Held by the Enemy, de Donald Crisp (1920)
- The Furnace, de William Desmond Taylor (1920)
- Forbidden Fruit, de Cecil B. DeMille (1921)
- The Love Special, de Frank Urson (1921)
- Too Much Speed, de Frank Urson (1921)
- Cappy Ricks, de Tom Forman (1921)
- The Affairs of Anatol, de Cecil B. DeMille (1921)
- The Sheik, de George Melford (1921)
- The Lane That Had No Turning, de Victor Fleming (1922)
- Bought and Paid For, de William C. de Mille (1922)
- The Ordeal, de Paul Powell (1922)
- Borderland, de Paul Powell (1922)
- Clarence, de William C. deMille (1922)
- A Daughter of Luxury, de Paul Powell (1922)
- The Heart Raider, de Wesley Ruggles (1923)
- Racing Hearts, de Paul Powell (1923)
- The Marriage Maker, de William C. deMille (1923)
- Los diez mandamientos, de Cecil B. DeMille (1923)
- Don't Call It Love, de William C. deMille (1923)
- When a Girl Loves, de Victor Halperin (1924)
- Bluff, de Sam Wood (1924)
- The Guilty One, de Joseph Henabery (1924)
- Detained, de Scott Pembroke y Joe Rock (1924)
- The Story Without a Name, de Irvin Willat (1924)
- Wordly Goods, de Paul Bern (1924)
- Tomorrow's Love, de Paul Bern (1925)
- Her Market Value, de Paul Powell (1925)
- The Awful Truth, de Paul Powell (1925)
- Morals for Men, de Bernard H. Hyman (1925)
- The Son of the Sheik, de George Fitzmaurice (1926)
- Eve's Love Letters, de Leo McCarey (1927)
- The Lady of Victories, de Roy William Neill (1928)
- Into the Nights, de Duke Worne (1928)
- Broken Hearted, de Frank S. Mattison (1929)
- Bye, Bye, Buddy, de Frank S. Mattison (1929)
- The Donovan Affair, de Frank Capra (1929)
- Small Town Girl, de William A. Wellman y Robert Z. Leonard (1936)
- Maid of Salem, de Frank Lloyd (1937)
- Midnight Taxi, de Eugene Forde (1937)
- Souls at Sea, de Henry Hathaway (1937)
- Morning Judge, de Leslie Goodwins (1937)

## Galería fotográfica

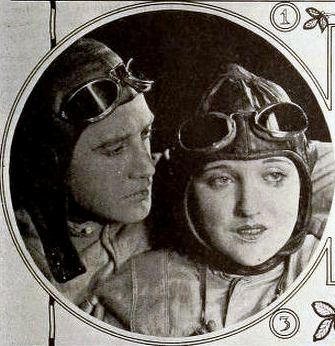
Escena de Racing Hearts (1923), con Richard Dix y Agnes Ayres
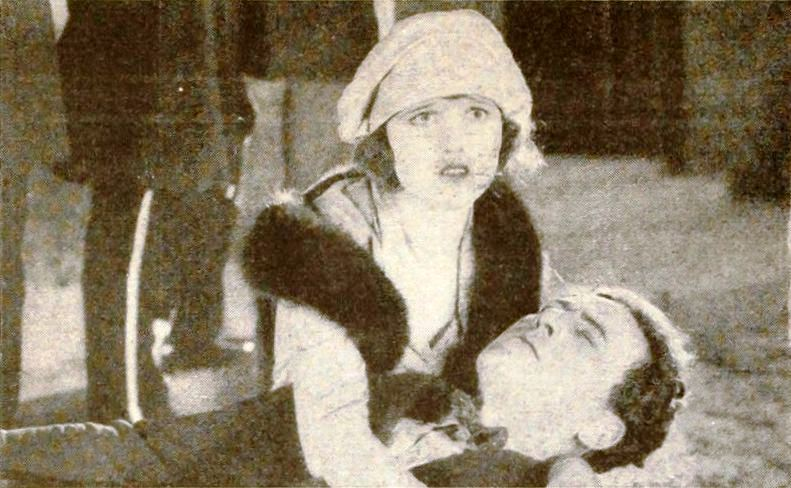
Escena de Cappy Ricks (1921), con Agnes Ayres y Thomas Meighan
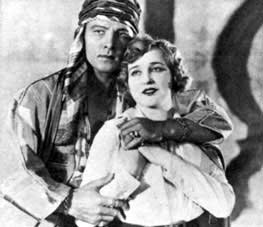
Rodolfo Valentino y Agnes Ayres en The Sheik
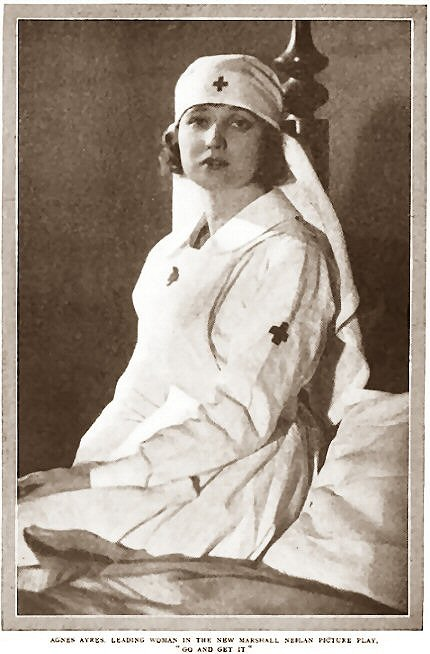
Agnes Ayres en Go and Get It (1920)
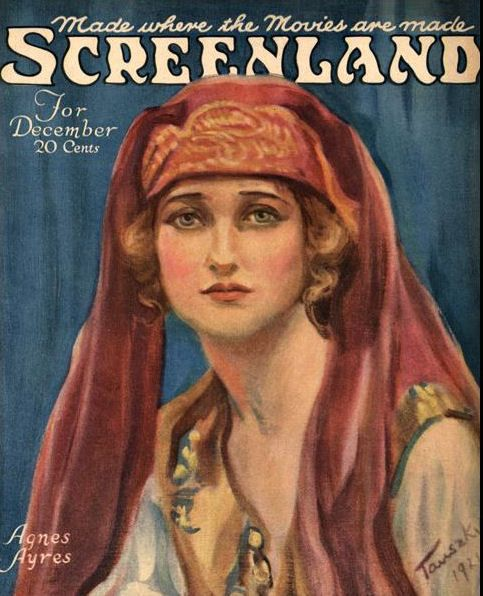
The Sheik